# T/S Nieuw Amsterdam
T/S Nieuw Amsterdam var ett fartyg tillverkat 1938 på varvet Rotterdamsche DD Mij i Rotterdam, Nederländerna för Holland America Line.

## Historia

### 1937-1938
Fartyget sjösattes den 10 januari 1937 och färdigställdes den 21 mars 1938 men fartyget levererades till Holland Amerika Line först den 15 april samma år. Den 10 maj avgick fartyget från Rotterdam på sin jungfrutur till New York.

### 1939-1945
Vid krigsutbrottet år 1939 lades fartyget upp i New York men kunde år 1940 återgå till trafik dock endast på kryssningar från New York. På grund av att Tyskland hade ockuperat Nederländerna fick inte fartyget gå i trafik och övertogs istället av Storbritannien som i september samma år byggde om fartyget till trupptransportfartyg för 8 000 personer.

### 1946-1974
Ett år efter kriget tagit slut d.v.s. 1946 fick Holland America Line tillbaka fartyget som återställdes till ursprungligt skick vid byggvarvet. Den 29 oktober 1947 avgick fartyget för första gången efter kriget från Rotterdam till New York. Fartyget genomgick en ombyggnad 1961. Mellan den 16 augusti och december 1967 byttes en ångpanna ut på varvet Wilton-Feijenoord i Rotterdam. När Holland America Line slutade med resor till New York för gott 1971 överfördes fartyget till kryssningstrafik. År 1972 fick fartyget en ny hemmahamn nämligen Willemstad på Nederländska Antillerna. Fartyget höggs upp i Taiwan i januari 1974.